# 中国中央电视台少儿频道
中国中央电视台少儿频道（频道呼号： 少儿），是中国中央电视台于2003年12月28日正式脱离原而开播的一条以普通话为主要语言的少儿频道。

## 历史
2003年1月31日，中央电视台成立青少频道筹备组。2003年12月8日，频道进行相应的播出系统调试。2003年12月10日，频道开始试播，播出16小时模拟节目。
2003年12月28日，频道脱离原CCTV-7（现为中国中央电视台国防军事频道）并整合在CCTV-1、2、3、4、6、7、8、10等多个频道播出的由中国中央电视台青少中心制作的13个少儿节目并新开办13个少儿节目，以“CCTV-少儿”作为频道标志、以“少儿频道”作为频道呼号正式开播，当晚与CCTV-1并机直播开播晚会《让梦想起飞》，频道全天播出18小时，其中六个半小时为首播节目，共设置26个栏目。2006年3月20日，开始第一次版面调整，增加国产动画片和少儿情景剧的播放量，推出《动画乐翻天》《动感特区》《英雄出少年》《异想天开》等新节目。
2006年11月22日，中央电视台青少中心正式实行频道制，撤销综合部、青年部、少儿部建制，新设立少儿频道编辑部，原下辖的动画部改制组建央视动画有限公司。
2008年6月1日，频道首次进行大规模改版，节目数减少至16个，并更换全新频道包装。
2011年1月1日，频道的频道标识由“CCTV-少儿”更名为“CCTV 14”，并在其下方加上“少儿”二字，形成了“CCTV 14 少儿”。
自2011年8月开始至今，频道成为了以少儿节目为主的频道。其中在每日06:00~22:00主要播出少儿节目，而在晚间至凌晨时段安排播出与少儿节目不太相关的电视剧、纪录片、大型晚会等内容。（之后2014年被湖南金鹰卡通跟进，金鹰卡通改版定位“亲子中国”开始，每晚22:00连续两集播出电视剧，以家庭情感专题内容为主，特殊时期也会安排重播金鹰卡通综艺节目或湖南卫视对应青少专题节目）
2013年2月7日，中央电视台少儿频道独立台标全新改版，由原来的四个三角形组成的风车形状台标，改为四片叶子台标。并更换为第二版包装。2014年1月1日，频道的高清版通过中星6A上星播出，开始了高清、标清同播。2014年农历癸巳十二月三十除夕，《中国中央电视台春节联欢晚会（现中央广播电视总台春节联欢晚会）》（与CCTV-1、CCTV-3、CCTV-4、CCTV-7（2020年开始）、CCTV-17（2020年开始）、CCTV-4K（2019年开始）及CCTV-8K（2021年开始）并机直播）。
2015年，频道与爱奇艺合作并获得中央电视台2015年六一晚会（包括历届及今届）网上平台独家播映权。
2015年8月17日凌晨，频道标清版台标横向压缩，以适应16:9格式，同时播出16:9节目时画面横向压缩成4:3。
2019年10月9日，为配合中央广播电视总台全面启动高质量发展改版工作及庆祝频道开播16周年，该频道再次改版，同时对原有的四片叶子台标进行重新设计，并更换为第三版包装。
中央广播电视总台成立后，中国中央电视台少儿频道与中国中央电视台体育频道、体育赛事频道，奥林匹克频道与中央人民广播电台小喇叭节目等团队整合，组建“中央广播电视总台体育青少节目中心”。
2022年11月14日起，频道原有的栏目（如《智慧树》、《新闻袋袋裤》、《异想天开》等）从下午黄金档时段移至上午时段，原有的下午时段主要以轮播动画片为主。
2024年6月1日起，该频道再次改版并在6月1日至2日推出48小时“童心接力”，其中蔡云咏、依斯、宋雪莹（雪儿）等8位新生代主持人集体亮相。

## 节目

### 常规节目
| - 《动画大放映》 - 《小小智慧树》 - 《智慧树》 - 《大风车》 - 《七巧板》 - 《英雄出少年》 - 《新闻袋袋裤》 | - 《动漫世界》 - 《动感特区》 - 《大手牵小手》 - 《智力快车》 - 《音乐快递》 - 《快乐大巴》 - 《风车剧场》 |

注：该频道在特殊时期会参与一部分大型活动的首播和重播（如春节联欢晚会，国家级庆祝大会(阅兵式)），频道也于每晚22:00播出红色经典电视剧及纪录片。

### 季播及特备节目
| - Tale of the Whale - 《赢在博物馆》 - 《极致少年强》 - 《小鬼当家》 - 《“新时代好少年”先进事迹发布活动》 | - 《最野假期》 - 《六一晚会》 - 《寻找最美孝心少年》 - 《过年啦》 - 《中国少年说》 - 《名师有名堂》 |

#### 其他特备节目列表
- 2014年1月30日至今:中央广播电视总台春节联欢晚会(除2015年)
- 2015年9月4日:中国人民抗日战争胜利70周年阅兵
- 2019年10月5日22：30:我同祖国共成长——庆祝新中国成立70周年少儿晚会
- 2019年10月6日22：30:庆祝中华人民共和国成立70周年大会

### 过往节目
| - 《动画乐翻天》 - 《动画梦工厂》 - 《动画剧场》 - 《银河剧场》 - 《芝麻开门》 - 《绿野寻踪》 - 《文学宝库》 - 《成长在线》 | - 《神奇之窗》 - 《大仓库》 - 《金龟子城堡》 - 《童心回放》 - 《宝贝一家亲》 - 《零零大冒险》 - 《快乐搜友大行动》 - 《少年体校》 | - 《新年新诗会》 - 《全国儿童歌曲大奖赛》 - 《东方儿童》 - 《公德行动》 - 《名师名校》 - 《影像地带》 - 《第二起跑线》 - 《金螺号》 - 《金苹果》 - 《神奇之窗》 |

## 频道文化

### 主持人
| - 体育青少节目中心央视少儿频道 - 鞠萍 - 王淏（月亮） - 郏捷（小鹿） - 霍小雷（毛毛虫） - 黄时（小时） - 曾媛（花姐姐） - 陈苏（红果果） - 陈怡 - 黄炜 - 刘洋（芝麻） - 贺斌 - 徐柳 - 阳光（杨央） - 王金建（金豆） - 赵一天（一天） - 何子然（哆来咪） - 杜悦 - 依斯坎的尔·艾合买提 - 蔡云咏 - 张新宜 - 陈美君 - 陈佳毅 - 宋雪莹（雪儿） - 郑一一 - 石峰宇 | - 体育青少节目中心央视体育频道 - 马凡舒 - 邵圣懿 - 高菡 - 梁毅苗 - 席睿 - 外援主持 - 张楚 - 张耀元 - 尹颂 |

## 注解
1. ↑  少儿频道开播当日CCTV-7仍正常播出少儿节目
2. ↑  现为少儿频道国产动画片时段的节目名，无主持人
3. ↑  现为少儿频道下午17:30档周播节目的总称，包含五个子栏目《异想天开》《风车转转转》《动物好伙伴》《快乐体验》《看我72变》
4. ↑  本时段主要播出儿童剧
5. ↑  少儿频道主要節目集中在上午時段播出，下午時段至晚上十點輪播動畫片
6. ↑  原播出时间为每周一至周六18:00，播出较为低龄向、轻松的动画
7. ↑  原名《中国动画》，播出时间为每晚19:00,播出原创国产动画
8. ↑  前身为《金苹果》，原在CCTV-1综合频道播出，以海外动画片为主，也会播出少量国产动画片，2010年转入少儿频道播出，播出时间为每日16:00
9. ↑  原播出时间为每晚20:00,播出原创国产动画、外购儿童剧、自制短剧